# Pittosporum rubiginosum
Pittosporum rubiginosum là một loài thực vật có hoa trong họ Pittosporaceae. Loài này được A. Cunn. miêu tả khoa học đầu tiên năm 1839.